# Soñar no cuesta nada (album)
Soñar no cuesta nada è un album discografico dell'attrice e cantante cubano-statunitense Isabella Castillo, pubblicato nel 2013 dall'etichetta discografica Warner Music Latina.

## Il disco
Il 16 aprile 2012, in occasione della vittoria come Migliore artista latinoamericana ai Kids' Choice Awards, Isabella Castillo annunciò che stava scegliendo le canzoni, alcune scritte e composte da lei, per il suo primo album da solista, che sarebbe uscito quell'autunno prima in spagnolo e poi in inglese. Il 27 febbraio 2013 Castillo annunciò via Twitter di aver firmato un contratto discografico con Warner Music Latina, da poco impegnatasi in una partnership con Viacom International Media Networks per distribuire i suoi talenti di musica latino-americana, partendo dalla cantante stessa.
L'album, intitolato Soñar no cuesta nada, fu prodotto da Martín Chan, registrato a Miami e realizzato in tre mesi. Castillo lo definì "un disco di transizione. Ci sono canzoni presenti anche in Grachi, che sono per bambini. Ma ci sono anche canzoni più in stile ballata, per gli adulti. [...] È piuttosto un disco di transizione, che cerca di mescolare i due tipi di pubblico senza che mi concentri su uno solo". Le canzoni sono undici, di cui nove scritte da Isabella Castillo. Soñar no cuesta nada fu ispirata da una fan, che raccontò alla cantante che le piaceva un ragazzo, ma che lui non la guardava; No me importa fu scritta durante un attacco di gelosia; Alma en dos e Me enamoré sono presenti anche nella colonna sonora della terza stagione di Grachi: la prima è stata composta pensando alla storia d'amore tra Grachi, Axel e Daniel, mentre la seconda quando la cantante aveva quattordici anni; Pertenezco a ti originariamente era in inglese e Castillo ne ha adattato il testo in spagnolo; Lágrimas faceva parte della colonna sonora della seconda stagione di Grachi, e nel disco ne è stato realizzato un remix rock; El momento fu composta pensando che nessuno deve smettere di essere se stesso per stare con un'altra persona; Esta canción inizialmente non era prevista, ma alla cantante venne in mente mentre faceva la doccia e, una volta proposta alla Warner, questa l'approvò.
Il 18 marzo 2013 uscì il singolo Soñar no cuesta nada, che fu usato come sigla di chiusura degli episodi dal 40 al 50 della terza stagione di Grachi, andati in onda dal 26 aprile al 10 maggio 2013. Il 12 aprile fu mostrata un'anticipazione del videoclip del brano, registrato all'inizio del mese alla galleria d'arte LMNT Contemporary Arts di Miami, diretto da Rafael E. Rodríguez e prodotto da Yare Films: il video intero fu invece mandato in onda in televisione in anteprima esclusiva dopo l'episodio del 15 aprile della terza stagione di Grachi e vede partecipare, come protagonista maschile, il modello ungaro Nordi Novak. L'album uscì invece il 23 aprile.
Il 6 agosto, pochi giorni prima dell'inizio del tour promozionale in Argentina, fu filmato a Puerto Madero, a Buenos Aires, il videoclip di Esta canción, diretto da Cecilia Atán, che fu trasmesso in televisione in anteprima esclusiva il 4 settembre 2013 e approdò su MTV Latinoamérica il giorno seguente.
La canzone Soñar no cuesta nada è arrivata fino al quindicesimo posto della classifica Mexican Airplay.

## Tracce
1. Soñar no cuesta nada – 2:52 (testo: Isabella Castillo)
2. No me importa – 3:17 (testo: Isabella Castillo)
3. Ven a mi casa – 3:11 (testo: Martin Chan)
4. Alma en dos – 3:40 (testo: Isabella Castillo)
5. Me enamoré – 3:44 (testo: Isabella Castillo)
6. Te necesito badly – 3:18 (testo: Isabella Castillo)
7. Pertenezco a ti – 2:54 (testo: Isabella Castillo)
8. Lágrimas – 3:13 (testo: Martin Chan)
9. El momento – 3:21 (testo: Isabella Castillo)
10. Esta canción – 3:26 (testo: Isabella Castillo)
11. Corazón de oro – 4:01 (testo: Isabella Castillo)

## Date di pubblicazione
| Stato                              | Data           | Formato               |
| ---------------------------------- | -------------- | --------------------- |
| America Latina (escluso l'Ecuador) | 23 aprile 2013 | CD, download digitale |
| Brasile                            | 3 giugno 2013  | CD, download digitale |

## Tour promozionale
| Data           | Città             | Stato     | Luogo                    |
| -------------- | ----------------- | --------- | ------------------------ |
| 30 aprile 2013 | Città del Messico | Messico   | Plaza Universidad        |
| 8 maggio 2013  | Buenos Aires      | Argentina | Yenny Unicenter Shopping |
| 15 luglio 2013 | Monterrey         | Messico   | Galerías Saharis         |
| 18 luglio 2013 | Città del Messico | Messico   | Papalote Museo del Niño  |
| 11 agosto 2013 | Santiago del Cile | Cile      | Kidzania                 |
| 14 agosto 2013 | Mendoza           | Argentina | Portal Los Andes         |
| 15 agosto 2013 | Neuquén           | Argentina | Portal Patagonia         |
| 17 agosto 2013 | Rosario           | Argentina | Portal Rosario           |
| 19 agosto 2013 | Pilar             | Argentina | Palmas del Pilar         |
| 20 agosto 2013 | Trelew            | Argentina | Portal Trelew            |
| 22 agosto 2013 | Morón             | Argentina | Plaza Oeste              |
| 23 agosto 2013 | Lomas de Zamora   | Argentina | Portal Lomas             |

## Riconoscimenti
- 2013 - Premi TKM
  - Nomination - Disco TKM[36][37].
  - Nomination - Canzone TKM a Esta canción[36][37].